# Egg (Bernried)
Egg ist ein Gemeindeteil der Gemeinde Bernried im niederbayerischen Landkreis Deggendorf. Bis 1978 bildete es eine selbstständige Gemeinde.

## Lage
Egg liegt etwa fünf Kilometer südöstlich von Bernried und etwa ebenso weit nordwestlich der Stadt Deggendorf.

## Geschichte
Als Stammvater der Eckherr (Ecker, Ekker, Eckher) gilt Thiemo de ecce um 1100. Die Eckherr waren Ministerialen der Grafen von Bogen. Georg, der letzte aus der geraden Linie der Eckher starb 1403. Teils durch Kauf, teils durch Verwandtschaft gelangte Egg an die Frauenberger zum Haag. Das Schloss und die damit verbundene Hofmark Egg, die dem Landgericht Mitterfels untergeordnet war, wechselten fortan häufig den Besitzer.
In der Nachfolge der Hofmarksherrschaft erhielt Joseph Ludwig Graf von Armansperg am 14. August 1821 für sein Gut Egg die Genehmigung zur Errichtung eines Patrimonialgerichtes II. Klasse, das für 151 Hintersassen zuständig war. Am 10. November 1830 erfolgte dessen Vereinigung mit dem Patrimonialgericht Loham.
Aus dem Steuerdistrikt Egg ging 1818 die Gemeinde Egg mit drei Dörfern, zwei Weilern, sieben Einöden und 58 Familien hervor. Die Ortsteile der Gemeinde waren 1964 Berghäuser, Birket, Egg, Fuchsberg, Grubhof, Hammet, Hofstetten, Innenstetten, Luhhof, Medernberg, Rindberg, Schrimpfhof, Sölden, Steinbühl, Sulzbach und Thannberg. Anders als Bernried, das Teil des Landkreises Bogen war, gehörte die Gemeinde Egg bereits zum Landkreis Deggendorf. Im Zuge der Gemeindegebietsreform wurde zum 1. Mai 1978 aus den Gemeinden Bernried, Edenstetten und Egg die Einheitsgemeinde Bernried mit Verwaltungssitz in Egg gebildet.

## Sehenswürdigkeiten
- Schloss Egg. Die mittelalterliche Burg wurde 1832 bis 1842 von Ludwig Foltz zum neugotischen Schloss umgestaltet.

## Vereine
- Bayerischer Bauernverband Ortsverband Edenstetten-Egg
- Freiwillige Feuerwehr Egg
- FWG Edenstetten-Egg-Bernried e.V.
- Grund- und Hausbesitzerverein Egg-Buchberg
- Krieger- und Soldatenverein Schloß Egg
- Sportverein Edenstetten-Egg e. V.
- Stammtisch Egger Burgknappen